# Дневник слабака 4: Долгое путешествие
Дневник слабака 4: Долгое путешествие (англ. Diary of a Wimpy Kid: The Long Haul) — американская роуд-комедия, снятая в 2017 году режиссёром Дэвидом Бауэрсом по сценарию, написанному им же в соавторстве с автором книжного цикла «Дневник слабака» Джеффом Кинни. Картина является самостоятельным продолжением фильма «Дневник слабака 3: Собачьи дни», четвёртой частью серии фильмов «Дневник слабака» и последним игровым фильмом франшизы. Сюжет основан на девятой одноимённой книге цикла с элементами седьмой, восьмой и десятой книг серии. Это также единственная часть киносериала, в которой не участвуют актёры из первых трёх фильмов. Вместо этого в нём задействован совершенно другой актёрский состав (в который входят Джейсон Друкер, Алисия Сильверстоун, Том Эверетт Скотт, Чарли Райт и Оуэн Азталос), а сюжет повествует о том, как Хеффли отправляются в поездку на вечеринку по случаю 90-летия Мимо, не осознавая различных бедствий, которые произойдут по пути.
После выхода в 2012 году фильма «Дневника слабака: Собачьи дни» он был объявлен как последний во франшизе с живыми актёрами, при этом первоначальный актёрский состав и съёмочная группа сообщали, что у них нет планов относительно четвёртого фильма. К 2016 году в разработке находилась экранизация девятой книги «Долгий путь» с вышеупомянутым новым составом. Фильм получил негативные отзывы критиков и собрал в мировом прокате 40 миллионов долларов.

## В ролях
- Джейсон Друкер — Грег Хеффли, сына Сьюзен и Фрэнка
- Алисия Сильверстоун — Сьюзан Хеффли, мать Грега
- Том Эверетт Скотт — Фрэнк Хеффли, отец Грега
- Чарли Райт — Родрик Хеффли, старший брат Грега
- Дилан и Уятт Уолтерс — Мэнни Хеффли, младший брат Грега
- Оуэн Асталос — Роули Джефферсон, лучший друг Грега
- Джошуа Гувер — Мак Дигби
- Мими Гулд — Мимо
- Кристофер А. Коппола — мистер Бердо
- Кимберли Линкольн — миссис Бердо
- Мира Сильверман — Брэнди Бердо
- Натаниэль Диксон — Брэндон Бердо
- Джейк Стрернер — Брент Бердо

Автор сериала Джефф Кинни сыграл свою третью эпизодическую роль, на этот раз владельца стенда на Player Expo.